# 巴克拉瓦

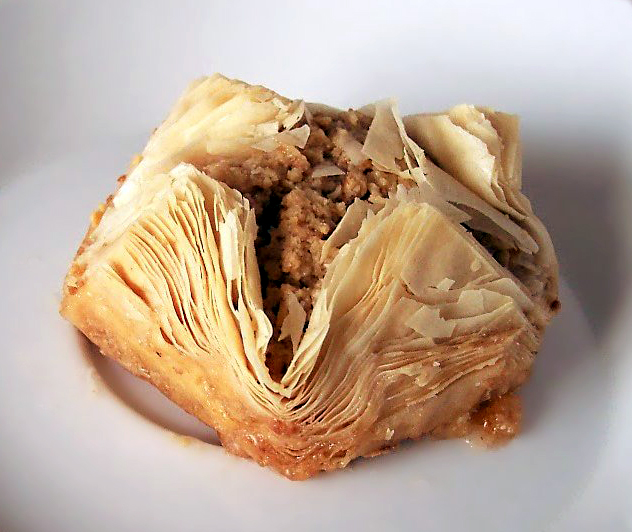
巴克拉瓦

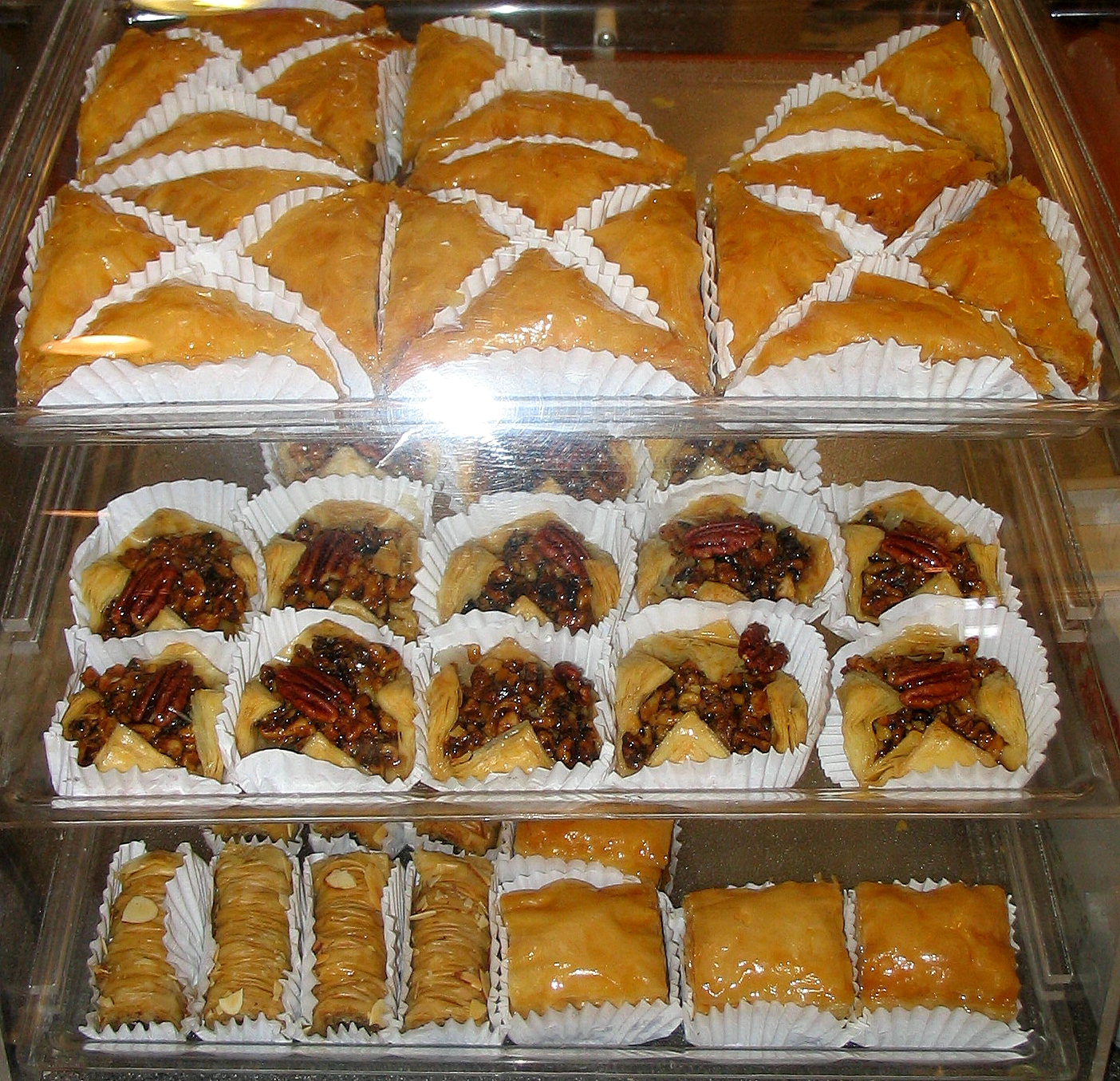
各种巴克拉瓦

巴克拉瓦（baklava），又稱果仁蜜饼，是一種口味濃郁、甜蜜的土耳其酥皮點心。
巴克拉瓦以層層酥皮製成，內餡裹入碎堅果，再搭上甜蜜的糖漿或蜂蜜，是阿拉伯、伊朗國家與前鄂圖曼等地區常見的菜餚。